# Sigo siendo (Kachkaniraqmi)
Sigo siendo (Kachkaniraqmi) és un llargmetratge documental dirigit per Javier Corcuera Andrino i rodada en 2012 en diversos llocs del Perú retratant les històries de músics populars de les tres regions naturals peruanes i les relacions entre ells, així com el retorn dels personatges als seus llocs d'origen on les seves primeres melodies van ser compostes.
La pel·lícula va ser titulada "Los sonidos profundos", però finalment es va canviar el nom per Kachkaniraqmi, expressió en quítxua que significa “continuo sent, encara soc “sigo siendo, aún soy”. Es va estrenar el 22 d'agost de 2013.
El documental va guanyar el Premi del jurat al Millor Documental en el 17° Festival de Cinema de Lima.

## Repartiment
- Amelia Panduro
- César Calderón
- Jaime Guardia
- Máximo Damián
- Raúl García Zárate
- "Chimango" Lares
- Félix Quispe "Duco"
- Magaly Solier
- Carlos Hayre
- Sara Van
- Rosa Guzmán
- José Izquierdo
- Manuel Vásquez
- Susana Baca
- Laurita Pacheco
- Sila Yllanes
- Consuelo Jerí
- Danzaq "Palomita"
- Danzaq Chuspicha
- Victoria Villalobos
- Familia Ballumbrosio

## Premis i nominacions
| Any  | Premi                                         | Categoria                                                        | Nominat                           | Resultat  |
| ---- | --------------------------------------------- | ---------------------------------------------------------------- | --------------------------------- | --------- |
| 2013 | 17° Festival de Cinema de Lima                | Premi del jurat al Millor Documental                             | Javier Corcuera                   | Guanyador |
| 2013 | Premis Luces de El Comercio                   | Millor pel·lícula                                                | Javier Corcuera                   | Nominat   |
| 2013 | Festival Cineba las Américas                  | Premi del públic                                                 | Javier Corcuera                   | Guanyador |
| 2014 | I edició dels Premis Platino                  | Millor Película Documental                                       | Javier Corcuera                   | Nominat   |
| 2014 | Trobada mundial de Cinema                     | Millor documental                                                | Javier Corcuera                   | Guanyador |
| 2014 | Clam Festival de Cinema Solidari de Navarcles | Premi del jurat                                                  | Javier Corcuera                   | Guanyador |
| 2014 | Festival Internacional de la Lum              | Més ben director de fotografia                                   | Jordi Abusada                     | Guanyador |
| 2014 | Cine a Contracorriente                        | Premi Raíces                                                     | Javier Corcuera                   | Guanyador |
| 2014 | Ventana Andina                                | Millor pel·lícula i millor fotografia                            | Javier Corcuera i Jordi Abusada   | Guanyador |
| 2014 | Festival de Cinema al Pasto                   | Millor documental                                                | Javier Corcuera                   | Guanyador |
| 2014 | Festival Internacional de Cinema de Caracas   | Millor documental                                                | Javier Corcuera                   | Guanyador |
| 2014 | Festival de Cinema Tres Fronteras             | Millor banda sonora i Millor fotografia                          | Chano Díaz Limaco i Jordi Abusada | Guanyador |
| 2014 | Festival de Cinema Migrant                    | Millor documental                                                | Javier Corcuera                   | Guanyador |
| 2014 | Overlook Film Festival                        | Mention to the Best Technical-artistic contribution to the music | Javier Corcuera                   | Guanyador |
| 2014 | Pachamama Cinema de Fronteira Film Festival   | Millor pel·lícula                                                | Javier Corcuera                   | Guanyador |
| 2015 | DOKer Moscow Documentary Film Festival        | Millor edició                                                    | Javier Corcuera                   | Guanyador |